# Huang Hsiao-Ying
Huang Hsiao-Ying es una deportista taiwanesa que compitió en taekwondo. Ganó una medalla de bronce en el Campeonato Mundial de Taekwondo de 1995, en la categoría de +70 kg.

## Palmarés internacional
| Representando a China Taipéi |                    |                   |           |
| Campeonato Mundial           |                    |                   |           |
| Año                          | Lugar              | Medalla           | Categoría |
| 1995                         | Manila (Filipinas) | Medalla de bronce | +70 kg    |